# Down in Flames
Down in Flames là một trò chơi điện tử chiến lược theo lượt dành cho Microsoft Windows do studio Dan Verssen Games của Mỹ phát triển và được hãng Battlefront.com phát hành vào năm 2005. Gần giống với một trò chơi bàn cờ cùng tên, Down in Flames là trò chơi theo lượt mô phỏng các trận không chiến giữa đủ loại máy bay chiến đấu trong Thế chiến II. Một số phần của tựa game này còn liên quan đến công việc hộ tống và đánh chặn máy bay ném bom.
Game sở hữu máy bay của Đức, Nhật Bản, Vương quốc Anh và Mỹ. Bản mở rộng Eastern Front được phát hành vào năm 2006, bổ sung thêm các máy bay của Ba Lan và Liên Xô.

## Lối chơi
Down in Flames gần như dựa trên một trò chơi thẻ bài chuyên dụng cùng tên vốn được hãng GMT Games phát hành lần đầu vào năm 1993. Đây vốn là tựa game mô phỏng theo lượt các trận không chiến giữa chiến đấu cơ trong Thế chiến II. Những trận chiến như vậy được kết hợp thành các chiến dịch. Trong một trận không chiến, mỗi người chơi sẽ điều khiển một hoặc hai cặp phi công, với mỗi cặp bao gồm lái chính và lái phụ.
Khi bắt đầu mỗi trận chiến, người chơi được chia một tay bài. Mỗi lá bài đại diện cho một hành động nhất định, chẳng hạn như cơ động tấn công hoặc phòng thủ, nổ súng máy hoặc thay đổi độ cao. Cả hai bên đều chơi các quân bài đã chọn theo cách đánh theo lượt để đáp ứng các thao tác của đối phương, cho đến khi một bên bị đánh bại. The Trò chơi sử dụng một "Hệ thống Hành động/Phản ứng" với các thẻ "hành động" được sử dụng để bắt đầu thao tác, trong khi các thẻ "phản ứng" được sử dụng để hủy bỏ và đáp trả lại các động thái của quân địch. Một số thẻ vừa hành động vừa phản ứng.
Ngoài các trận không chiến, một bên còn cố gắng tấn công các mục tiêu trên bộ (chẳng hạn như bộ binh, đơn vị hải quân hoặc nhà máy) trong khi bên kia đảm nhận việc phòng thủ quân mình. Một số nhiệm vụ cũng bao gồm sứ mệnh hộ tống hoặc đánh chặn máy bay ném bom, tuy bản thân máy bay ném bom lại không do người chơi điều khiển.
Game sở hữu đủ loại máy bay của Đức, Nhật Bản, Vương quốc Anh và Mỹ. Mỗi máy bay chiến đấu đều được mô tả bằng bốn tiêu chí: hiệu suất (số lần thao tác mà phi công có thể thực hiện bất kỳ lúc nào), mã lực (số lần thao tác mới mà máy bay đạt được mỗi lượt), vụ nổ (máy bay có bao nhiêu hỏa lực) và khung máy bay (bao nhiêu thiệt hại mà máy bay có thể gây ra trước khi bị bắn hạ). Phi công tích lũy kinh nghiệm qua từng trận không chiến (thế nhưng họ có thể bị "giết vĩnh viễn" trong phần chơi trực tuyến) và cuối cùng máy bay mới có thể được mở khóa. Trong quá trình chơi, người chơi có thể mua thêm thẻ bài và khả năng – một tính năng không có trong trò chơi thẻ bài nguyên thủy.

## Bản mở rộng
Bản mở rộng mang tên Down in Flames: Eastern Front được phát hành vào năm 2006. Bản này bổ sung thêm chủng loại máy bay của Ba Lan và Liên Xô vào game, cũng như ba mẫu máy bay mới cho mỗi quốc gia trước đây đã có trong game. Bản mở rộng còn bổ sung thêm các chiến dịch mới, kỹ năng của phi công và tùy chọn tạo nên nhiệm vụ tùy chỉnh.

## Phát triển
Quá trình phát triển bắt đầu vào năm 2002, khi Dan Verssen - tác giả của phiên bản bàn cờ nguyên bản của Down in Flames – được gặp Brian Marrs, một lập trình viên chuyên nghiệp, người đã khai sinh ra phiên bản máy tính tự tạo của trò chơi này. Verssen nghĩ rằng nó có "khả năng về mặt thương mại" và vào tháng 11 năm 2002, cùng với Marrs bắt tay vào "trau chuốt" tựa game này.
Mùa xuân năm 2003, Verssen và Marrs đã cố gắng đi tìm một nhà phát hành tại E3, một triển lãm thương mại hàng năm dành cho trò chơi máy tính và trò chơi điện tử. Khi không có công ty nào thể hiện sự quan tâm, Verssen quyết định tìm kiếm một nhà phát hành trên Internet, và liên hệ với Battlefront.com, công ty này sau khi nghiên cứu thêm về trò chơi, cuối cùng đã cho phát hành Down in Flames vào năm 2005.

## Chiến dịch
Các chiến dịch sau đây đều được đưa vào trong game.
- Dunkirk – Cuộc di tản Dunkirk (1940)
- Trận nước Anh – Trận chiến nước Anh (1940)
- Singapore – Trận Singapore (1941–1942)
- Midway – Trận Midway (1942)
- Quần đảo Solomon – Chiến dịch quần đảo Solomon (1942–1943)
- Ánh sáng ban ngày năm 1944 – Đồng Minh oanh tạc Đệ tam Đế chế (1944)

Các chiến dịch bổ sung, có sẵn dưới dạng nội dung tải về miễn phí:
- Bộ Tư lệnh Oanh tạc cơ năm 1941 – tổng quan về các hoạt động ném bom và vượt biển của lực lượng không quân và hải quân Anh và Đức (1941)
- Trận Hy Lạp – Chiến dịch Marita (1941)
- Cuộc xâm lược Crete – Trận Crete (1941)
- Malta – Trận vây hãm Malta (1941)
- Phi Hổ – Chiến dịch theo lịch sử của Liên đoàn số 1 Chí nguyện quân Mỹ (1941–1942)
- Vịnh Leyte – Trận chiến vịnh Leyte (1944)

### Bản mở rộng
Các chiến dịch sau đây có mặt trong bản mở rộng.
- Cuộc chiến kỳ lạ – Chiến tranh biên giới Xô-Nhật (1939)
- Vịnh Gdansk – Trận chiến vịnh Danzig (1939)
- Phòng thủ cuối cùng – Giai đoạn sau chót của Chiến dịch tháng Chín (1939)
- Hồng Quân phản công đợt đầu – Liên Xô ném bom Stettin và Berlin (1941)
- Leningrad năm 1942 – Trận vây hãm Leningrad, với lợi thế nghiêng về phía Đức (1942)
- Leningrad năm 1943 – Trận chiến Đức-Liên Xô với cả hai bên có sức mạnh tương đương nhau (1943)
- Leningrad năm 1944 – Chiến dịch Leningrad thứ ba trong game, với lợi thế của Liên Xô (1944)
- D-Day – Đồng Minh đổ bộ vào Normandy (1944)
- The Rock – Trận Okinawa (1945)
- Iwo – Trận Iwo Jima (1945)
- Đột kích tháng Tám – Liên Xô tiến công Mãn Châu (1945)
- Cuộc xâm lược Nhật Bản – Chiến dịch Downfall, một cuộc xâm lược giả định của Đồng Minh vào Nhật Bản (1945)
- Cuộc xâm lược nước Mỹ – Một cuộc xung đột hư cấu xảy ra trên đất Mỹ giữa Hoa Kỳ và Đức, với máy bay Đức hoạt động từ Florida do Đức Quốc xã chiếm đóng[11] (1945)

## Đón nhận
Down in Flames được "nhận định chung là thuận lợi" theo trang web tổng hợp kết quả đánh giá Metacritic. The Gamers' Temple mô tả game này trông như "Magic: The Gathering dành cho người chơi wargame vậy" và kết luận rằng nó sẽ "hấp dẫn những game thủ wargame đang tìm kiếm một trò chơi chiến lược nhẹ nhàng, chơi nhanh gọn lẹ". Computer Gaming World cho rằng "Down in Flames nhấn mạnh đến tính dễ chơi hơn là chủ nghĩa hiện thực hà khắc" và "dễ chơi, khó mà rời mắt nổi" GameSpy mô tả tựa game này "gây nghiện tệ hại", nhưng phàn nàn về việc thiếu máy bay Liên Xô trong phiên bản gốc.